# Mungo
Mungo o Kentigerno (en bretón: Kentigern, en gaélico escocés: Ceanntighearna, en galés: Cyndeyrn Garthwys, en latín: Cantigernus) (550 - Glasgow, ca. 613) fue un apóstol a finales del siglo VI del reino britano de Strathclyde en Escocia, santo patrón y fundador de la ciudad de Glasgow.

## Biografía
Los datos básicos de la vida de Kentigerno ('jefe supremo') deben deducirse principalmente de su Vida, una hagiografía semilegendaria escrita muy posteriormente, en el siglo XII, por un monje llamado Jocelyn de Furness.
Kentigerno nació, según la Catholic Encyclopedia sobre el año 518, en Culross, Fife, a donde había llegado su madre, Tanew (o Tannoc) de Lleddiniawn, en una barca a la deriva después de ser arrojada al mar acusada de adulterio. La princesa realmente habría sido violada por Owen de Rheged, repudiada por su padre, el rey Loth, y arrojada al mar por sus soldados desde las alturas de Taprain Law. De acuerdo a la leyenda san Servano los salvó, bautizó al niño, con el nombre Kentigern elegido por Tanew para reivindicar su rango, que en bretón significa “perro príncipe”  y le dio el apodo por el que también es conocido: Mwn gu, 'querido' en gaélico antiguo.
Tanto la madre como el hijo escaparon milagrosamente de esta experiencia terrible y huyeron hacia el este, acogiéndose a sagrado en la capilla de san Niniano de Glasgow.
Debido a ello, el hijo de Tanew fue ordenado, y con el tiempo fue ordenado obispo de esta ciudad. Su madre, tras sus comienzos infortunados, pudo reponerse y se hizo una pía mujer. Años después fue canonizada. St Enoch, en el corazón de Glasgow es una corrupción de su nombre, St Tannoch.
Se le recuerda principalmente por sus cuatro milagros representados en el escudo de Glasgow: el pájaro, un gorrión mascota de san Servano al que Mungo devolvió a la vida. El árbol, por una rama a la que prendió fuego orando sobre ella. La campana, que habría sido un regalo del papa, y el salmón con un anillo en la boca, reflejo de una leyenda de resonancias artúricas, en la que Mungo recupera un anillo que una reina había entregado imprudentemente a un soldado del que se había enamorado. Los milagros de Mungo se recogen también en una famosa rima popular:

Here's the bird that never flew,
Here's the tree that never grew.
Here's the Bell that never rang,
Here's the fish that never swam.
He aquí el pájaro que nunca voló,
he aquí el árbol que nunca creció.
He aquí la campana que nunca sonó,
he aquí el pez que nunca nadó.

Fue obligado a huir a Gales, donde se refugió con san David en Menevia, y más tarde fundó el monasterio de San Asaph. Cuando el rey Rhydderch venció a los paganos en la batalla de Arfderydd en el año 573, Mungo volvió a Strathclyde, creando la diócesis de Hodelm (Hoddam) en el condado de Dumfries (Dumfriesshire) antes de volver a Glasgow, donde dejó su gran catedral que permanece todavía hoy. Mungo murió a una avanzada edad cerca del año 613.

## En la cultura popular
En el universo de ficción de Harry Potter, San Mungo es el nombre del Hospital para Enfermedades y Heridas Mágicas.